# 1888 en baseball
Chronologie du baseball
Baseball en 1887 - Baseball en 1888 - Baseball en 1889
Les faits marquants de l'année 1888 en Baseball

## Champions

### Ligue nationale
- 3 octobre : 13e édition aux États-Unis du championnat de la Ligue nationale. Les New York Giants s’imposent avec 84 victoires et 47 défaites. La moyenne de spectateurs des Giants sur l'ensemble de la saison s’établit pour la première fois au-dessus de la barrière des 5000.

| Ligue nationale |                               |      |      |        |      |
| Rang            | Club                          | Vic. | Déf. | % vic. | GB   |
| 1er             | New York Giants               | 84   | 47   | .641   | --   |
| 2e              | Chicago White Stockings       | 77   | 58   | .570   | 9    |
| 3e              | Philadelphia Phillies/Quakers | 69   | 61   | .531   | 14.5 |
| 4e              | Boston Beaneaters             | 70   | 64   | .522   | 15.5 |
| 5e              | Detroit Wolverines            | 68   | 63   | .519   | 16   |
| 6e              | Pittsburg Alleghenys          | 66   | 68   | .493   | 19.5 |
| 7e              | Indianapolis Hoosiers         | 50   | 85   | .370   | 36   |
| 8e              | Washington Nationals          | 48   | 86   | .358   | 37.5 |

### Association américaine
- 3 octobre : 7e édition aux États-Unis du championnat de l'American Association (8 clubs). Les St. Louis Browns s’imposent avec 92 victoires et 43 défaites.

| Association américaine |                             |      |      |        |      |
| Rang                   | Club                        | Vic. | Déf. | % vic. | GB   |
| 1er                    | St. Louis Browns            | 92   | 43   | .681   | --   |
| 2e                     | Brooklyn Bridegrooms        | 88   | 52   | .629   | 6.5  |
| 3e                     | Philadelphia Athletics (en) | 81   | 52   | .609   | 10   |
| 4e                     | Cincinnati Red Stockings    | 80   | 54   | .597   | 11.5 |
| 5e                     | Baltimore Orioles           | 57   | 80   | .416   | 36   |
| 6e                     | Cleveland Blues             | 50   | 82   | .379   | 40.5 |
| 7e                     | Louisville Colonels         | 48   | 87   | .356   | 44   |
| 8e                     | Kansas City Cowboys         | 43   | 89   | .326   | 47.5 |

### World's Championship Series
- 16/27 octobre : 5e édition aux États-Unis des World's Championship Series de Baseball entre les champions de l'American Association et de la Ligue nationale. Les New York Giants s’imposent (6 victoires, 4 défaites) face aux St. Louis Browns.

### Autres compétitions
- Le Clu Fé enlève le championnat de Cuba en remportant douze victoires pour trois défaites. Pour la première fois depuis la création du championnat, le titre échappe au Habana Club. Au bâton, Antonio Maria Garcia affiche une moyenne de 0,448 sur la saison[1].

## Événements
- Décembre : le Spalding World Tour fait étapes en Océanie. Les Tourists jouent le 10 décembre à Auckland en Nouvelle-Zélande puis le 15 décembre en Australie, à Sydney, devant 5500 spectateurs. Onze matchs ont lieu en Australie du 15 décembre au 5 janvier à Sydney (3 matchs), Melbourne (4 matchs), Adélaïde (3 matchs) et Ballarat (1 match) [2]

## Naissances
| - 5 janv. : Rube Foster - 10 janv. : Del Pratt - 24 janv. : Pinch Thomas - 4 mars : Jeff Pfeffer - 17 mars : Ed Klepfer - 4 avr. : Tris Speaker - 9 avr. : Hippo Vaughn - 18 avr. : Duffy Lewis - 18 avr. : Tommy McMillan - 26 avr. : Ray Caldwell - 26 avr. : Olaf Henriksen - 29 avr. : Ernie Johnson |  | - 4 mai : Ralph Pond - 15 mai : Steve Yerkes - 23 mai : Zack Wheat - 28 mai : Jim Thorpe - 23 juin : Bobby Veach - 1er juil. : Ben Taylor - 2 juil. : Grover Hartley - 12 juil. : Harry Krause - 19 juil. : Ed Sweeney - 6 août : Hy Gunning - 10 août : Charlie Hartman - 15 août : Ben Van Dyke - 17 août : Vince Molyneaux - 31 août : Wally Rehg |  | - 6 sept. - Red Faber - 8 sept. - Joe Giannini - 10 sept. - Marty Krug - 15 sept. - Jean Dubuc - 19 sept. - Ralph Young - 12 oct. - Bill Swanson - 26 oct. - Dick Hoblitzel - 29 oct. - Earl Yingling - 10 nov. - Ben Hunt - 5 déc. - Ed Porray - 11 déc. - Fred Toney - 20 déc. - Fred Merkle |